# 國際短柄牆球總會
國際短柄牆球總會（International Racquetball Federation，IRF）是一個成立於1979年，專門管轄國際短柄牆球事務的組織。目前，該組約有104個成員國加盟，旗下的主要比賽有世界錦標賽、世界青年錦標賽、世界運動會和泛美運動會的短柄牆球賽事。它的總部設在美國的科羅拉多泉市。

## 外部連結
- 官方網站（页面存档备份，存于）